# Olympische Sommerspiele 2012/Badminton
Bei den Olympischen Sommerspielen 2012 in der britischen Hauptstadt London wurden vom 28. Juli bis 5. August in der Wembley Arena fünf Wettbewerbe im Badminton ausgetragen, Einzelwettbewerbe für Frauen und Männer sowie Doppelwettbewerbe für Frauen, Männer und im Mixed.
In London gab es erstmals eine Kombination aus Gruppenspielen und K.-o.-Phase. Für die Teilnahme an den Spielen mussten die Athleten eine fast einjährige Qualifikation durchlaufen. Die Auslosung für das olympische Turnier fand am 23. Juli um 10 Uhr (UTC) im Pressezentrum im Olympic Park in London statt.

## Wettbewerbe und Zeitplan

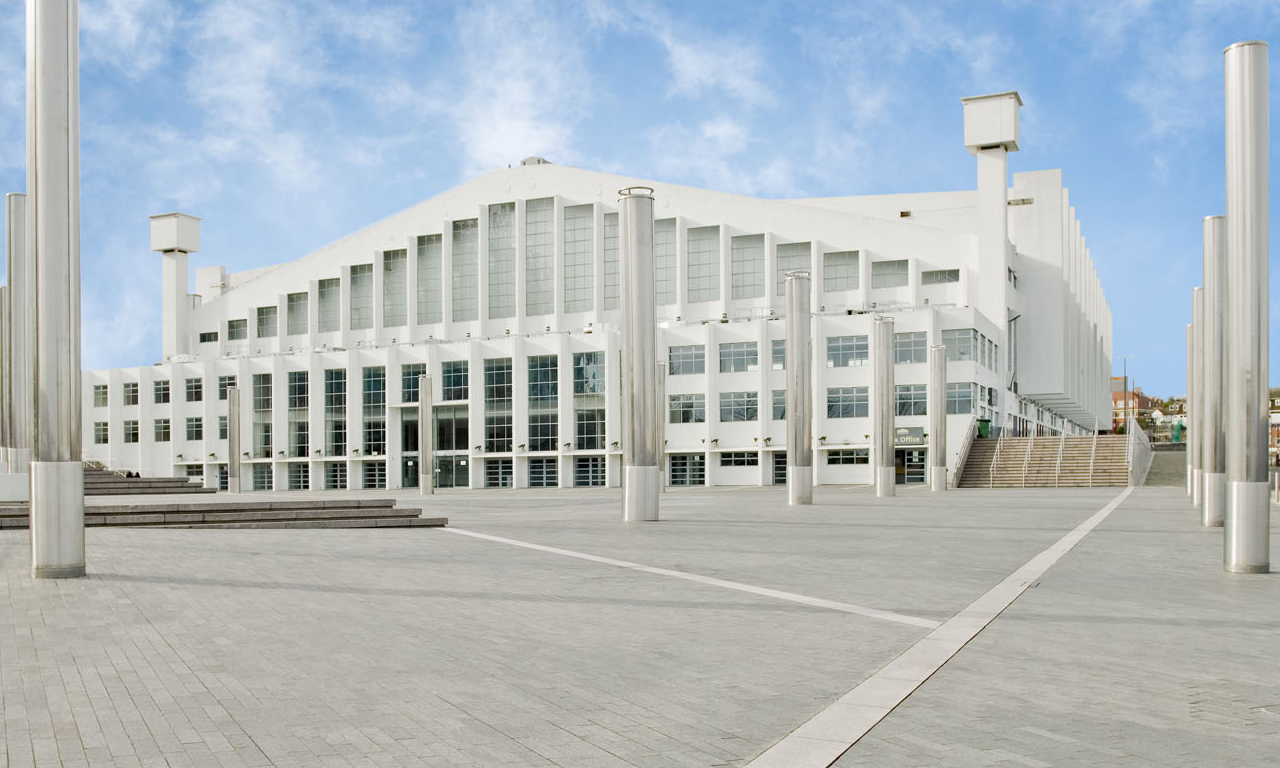
Wembley Arena – Austragungsort der Wettbewerbe im Badminton

| Wettbewerbe und Zeitplan Badminton | Wettbewerbe und Zeitplan Badminton | Wettbewerbe und Zeitplan Badminton | Wettbewerbe und Zeitplan Badminton | Wettbewerbe und Zeitplan Badminton | Wettbewerbe und Zeitplan Badminton | Wettbewerbe und Zeitplan Badminton | Wettbewerbe und Zeitplan Badminton | Wettbewerbe und Zeitplan Badminton | Wettbewerbe und Zeitplan Badminton |
| Wettbewerbe                        | Juli/August                        | Juli/August                        | Juli/August                        | Juli/August                        | Juli/August                        | Juli/August                        | Juli/August                        | Juli/August                        | Juli/August                        |
| Frauen                             | 28.                                | 29.                                | 30.                                | 31.                                | 1.                                 | 2.                                 | 3.                                 | 4.                                 | 5.                                 |
| ---------------------------------- | ---------------------------------- | ---------------------------------- | ---------------------------------- | ---------------------------------- | ---------------------------------- | ---------------------------------- | ---------------------------------- | ---------------------------------- | ---------------------------------- |
| Einzel                             | VR                                 | VR                                 | VR                                 | VR                                 | AF                                 | VF                                 | HF                                 |                                    |                                    |
| Doppel                             | VR                                 | VR                                 | VR                                 | VR                                 | VF                                 | HF                                 |                                    |                                    |                                    |
| Männer                             | 28.                                | 29.                                | 30.                                | 31.                                | 1.                                 | 2.                                 | 3.                                 | 4.                                 | 5.                                 |
| Einzel                             | VR                                 | VR                                 | VR                                 | VR                                 | AF                                 | VF                                 | HF                                 |                                    |                                    |
| Doppel                             | VR                                 | VR                                 | VR                                 | VR                                 |                                    | VF                                 |                                    | HF                                 |                                    |
| Mixed                              | 28.                                | 29.                                | 30.                                | 31.                                | 1.                                 | 2.                                 | 3.                                 | 4.                                 | 5.                                 |
| Doppel                             | VR                                 | VR                                 | VR                                 | VR                                 | VF                                 | HF                                 |                                    |                                    |                                    |

| VR | Vorrunde | AF | Achtelfinale | VF | Viertelfinale | HF | Halbfinale |  | Kleines/Großes Finale |

## Turniermodus
Bei diesen Olympischen Spielen wurde zum ersten Mal in Gruppen gespielt. Dabei gab es 16 Gruppen in den Einzeln und vier Vierer-Gruppen in den Doppeln. Die Gruppensieger im Einzel sowie Erster und Zweiter in den Doppeldisziplinen qualifizierten sich für die K.-o.-Phase. Durch die Regularien für die Auslosung der Gruppen traten im Herreneinzel die acht topgesetzten Spieler in Zweiergruppen an, im Dameneinzel nur die zwei topgesetzten Spielerinnen. Alle anderen Gruppen in den Einzeldisziplinen bestanden aus drei Sportlern.
Der neue Gruppenmodus ermöglichte die Manipulation von Spielen. Vier Doppelpaarungen bei den Frauen, die bereits für die weitere Runde qualifiziert waren, versuchten ihr letztes Gruppenspiel zu verlieren und schossen den Ball absichtlich ins Aus oder ins Netz: Wang Xiaoli/Yu Yang (China), Jung Kyung-eun/Kim Ha-na, Ha Jung-eun/Kim Min-jung (alle Südkorea) und Greysia Polii/Meiliana Jauhari (Indonesien). Alle acht Spielerinnen wurden vom Badminton-Weltverband von den Olympischen Spielen ausgeschlossen.

## Ergebnisse

### Männer

#### Einzel
| Platz | Land | Sportler          |
| ----- | ---- | ----------------- |
| 1     | CHN  | Lin Dan           |
| 2     | MAS  | Lee Chong Wei     |
| 3     | CHN  | Chen Long         |
| 4     | KOR  | Lee Hyun-il       |
| 5     | IND  | Kashyap Parupalli |
| 5     | DEN  | Peter Gade        |
| 5     | CHN  | Chen Jin          |
| 5     | JPN  | Shō Sasaki        |

#### Doppel
| Platz | Land | Sportler                      |
| ----- | ---- | ----------------------------- |
| 1     | CHN  | Cai Yun Fu Haifeng            |
| 2     | DEN  | Mathias Boe Carsten Mogensen  |
| 3     | KOR  | Jung Jae-sung Lee Yong-dae    |
| 4     | MAS  | Koo Kien Keat Tan Boon Heong  |
| 5     | CHN  | Chai Biao Guo Zhendong        |
| 5     | THA  | Bodin Isara Maneepong Jongjit |
| 5     | TPE  | Fang Chieh-min Lee Sheng-mu   |
| 5     | INA  | Mohammad Ahsan Bona Septano   |

### Frauen

#### Einzel
| Platz | Land | Sportlerin        |
| ----- | ---- | ----------------- |
| 1     | CHN  | Li Xuerui         |
| 2     | CHN  | Wang Yihan        |
| 3     | IND  | Saina Nehwal      |
| 4     | CHN  | Wang Xin          |
| 5     | THA  | Ratchanok Intanon |
| 5     | HKG  | Yip Pui Yin       |
| 5     | DEN  | Tine Baun         |
| 5     | TPE  | Cheng Shao-chieh  |

#### Doppel
| Platz | Land | Sportlerinnen                           |
| ----- | ---- | --------------------------------------- |
| 1     | CHN  | Tian Qing Zhao Yunlei                   |
| 2     | JPN  | Mizuki Fujii Reika Kakiiwa              |
| 3     | RUS  | Walerija Sorokina Nina Wislowa          |
| 4     | CAN  | Alex Bruce Michelle Li                  |
| 5     | ZAF  | Michelle Edwards Annari Viljoen         |
| 5     | TPE  | Cheng Wen-hsing Chien Yu-chin           |
| 5     | AUS  | Leanne Choo Renuga Veeran               |
| 5     | DEN  | Christinna Pedersen Kamilla Rytter Juhl |

### Mixed

#### Doppel
| Platz | Land | Sportler                                    |
| ----- | ---- | ------------------------------------------- |
| 1     | CHN  | Zhang Nan Zhao Yunlei                       |
| 2     | CHN  | Xu Chen Ma Jin                              |
| 3     | DEN  | Joachim Fischer Nielsen Christinna Pedersen |
| 4     | INA  | Tontowi Ahmad Liliyana Natsir               |
| 5     | GER  | Michael Fuchs Birgit Michels                |
| 5     | THA  | Sudket Prapakamol Saralee Thungthongkam     |
| 5     | POL  | Robert Mateusiak Nadieżda Zięba             |
| 5     | DEN  | Thomas Laybourn Kamilla Rytter Juhl         |

## Medaillenspiegel
| Platz | Land                | G | S | B | Gesamt |
| ----- | ------------------- | - | - | - | ------ |
| 1     | Volksrepublik China | 5 | 2 | 1 | 8      |
| 2     | Dänemark            | – | 1 | 1 | 2      |
| 3     | Japan               | – | 1 | – | 1      |
| 3     | Malaysia            | – | 1 | – | 1      |
| 5     | Indien              | – | – | 1 | 1      |
| 5     | Russland            | – | – | 1 | 1      |
| 5     | Südkorea            | – | – | 1 | 1      |
| Total | Total               | 5 | 5 | 5 | 15     |